# Denis Godefroy

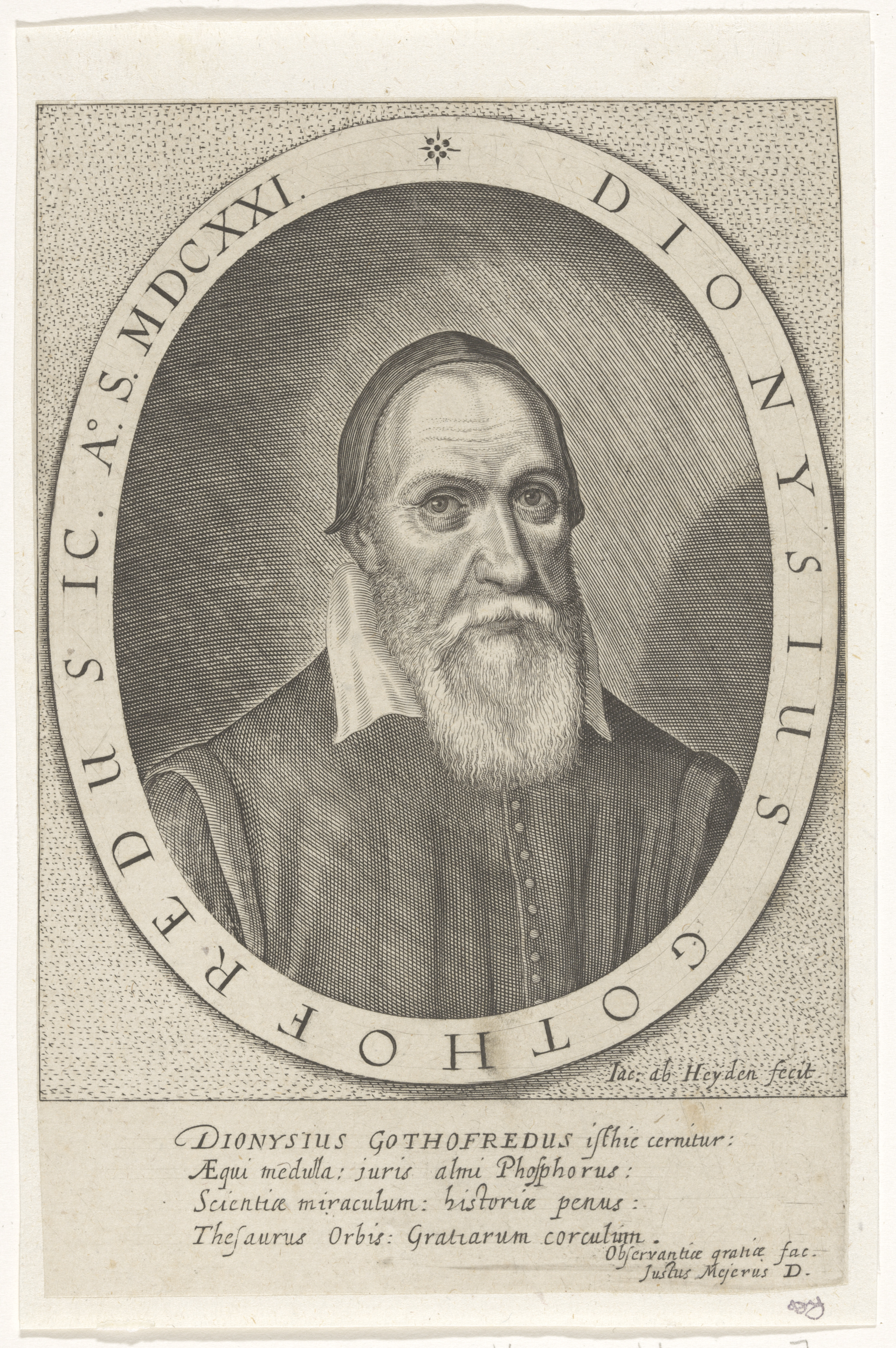
Denis Godefroy (Porträt von Jacob van der Heyden)

Denis Godefroy (* 24. August 1615 in Paris; † 4. Juni 1681 in Lille) war ein französischer Historiker, Archivar und Herausgeber zahlreicher Werke zur Geschichte Frankreichs.

## Leben
Godefroy war der älteste Sohn von Théodore Godefroy und ein Enkel des Juristen Denis Godefroy (Dionysius Gothofredus). Zur Unterscheidung von seinem Großvater (Denis I) und seinem eigenen Sohn (Denis III) wird er herkömmlich als Denis II gezählt.
Von seinem Vater in das Studium der französischen Geschichte eingeführt, erhielt er bereits 1640 von Ludwig XIII. die mit einer Dotierung verbundene Anwartschaft auf die Stelle eines königlichen Historiographen (historiographe du Roi). Ludwig XIV. erhöhte seine Bezüge beträchtlich und ernannte ihn 1668 nach der Einnahme von Lille zum Aufseher der dortigen Archive der Rechnungskammer von Flandern. 1678 wurde er vorübergehend nach Gent abgeordnet, um die Urkunden und Aktenstücke im Schloss von Gent zu archivieren. Nach Beendigung dieser Arbeit kehrte er zurück nach Lille, wo er 1681 verstarb.
Aus seiner Ehe mit Geneviève Desjardins hatte er sieben Kinder, darunter Denis III Godefroy (1653–1719), Jurist, Mitglied des Parlaments und Aufseher der Pariser Rechnungskammer, sowie Jean Godefroy (1660–1732), der seinen Vater nach Lille begleitete, ihm im Amt als Aufseher der dortigen Rechnungskammer nachfolgte und einige von dessen Werken neu bearbeitete.

## Werke
Godefroy gab mehrere Werke seines Vaters Théodore neu heraus, so die Histoire de Charles VI von Jean Juvénal des Ursins, die Histoire de Charles VIII von Guillaume de Jaligny und das Ceremonial des François, eine Sammlung von Quellen zum Zeremonial des französischen Hofes. Zwei geplante Fortsetzungsbände dieses letzteren Werks unterblieben, als seine Ausgabe nachdrückliche Kritik erfuhr. Eine ebenfalls an Vorarbeiten des Vaters anknüpfende, beachtliche philologische Leistung war seine auf mehreren Handschriften und älteren Drucken beruhende Ausgabe der Memoiren von Philippe de Commynes. Er gab ferner eine Quellensammlung zur Geschichte Karls VII. heraus und eine Überarbeitung der für die Geschichte und Heraldik des französischen Adels wichtigen Histoire des Connetables von Jean le Feron. Im Auftrag des Kanzlers Pierre Séguier verfasste er auch ein Werk Mémoires et instructions pour servir dans les négotiations et affaires concernant les droits du Roi, das später zuweilen Séguier selbst zugeschrieben wurde.